# Kompassla-uil
De kompassla-uil (Hecatera dysodea) is een nachtvlinder uit de familie Noctuidae, de uilen. De voorvleugellengte bedraagt tussen de 14 en 15 millimeter. 

## Waardplanten
De kompassla-uil heeft als waardplanten allerlei sla-soorten, waaronder kompassla.

## Voorkomen
De soort komt vooral voor in Midden- en Zuid-Europa. In Noordwest-Europa is de vlinder zeldzaam maar wordt in de eenentwintigste eeuw in toenemende mate waargenomen. In België kan hij over het hele land worden gezien, in Nederland vooral in het zuidwesten. De vlinder kent één generatie die vliegt van eind mei tot halverwege augustus. Hij overwintert als pop.